# Sebastián Sans y Bori
Sebastián Sans y Bori (Barcelona, 26 de octubre de 1852-Arenys de Mar, 1 de agosto de 1928) fue un hacendado, periodista y escritor español.

## Biografía
Sebastián Sans y Bori nació en la calle Aymerich de Barcelona, hijo de Sebastián Sans y Grau y de Dolores Bori y Cerdá, naturales ambos de Sitges, siendo bautizado con los nombres de Sebastián, Peregrino y Ramón.
Estudió Medicina en Barcelona y durante el Sexenio Revolucionario formó parte del grupo de estudiantes católico-monárquicos que se reunían en el Café de las Delicias de la Rambla.
Después combatió como ayudante sanitario en la tercera guerra carlista a favor del pretendiente Carlos VII. En 1876, acabada la guerra, participó en la fundación del diario carlista barcelonés El Correo Catalán. Poco después fundó el semanario satírico antiliberal Lo Burinot (1877-1881). También colaboró en la revista madrileña El Mundo Cómico (1872-1876).

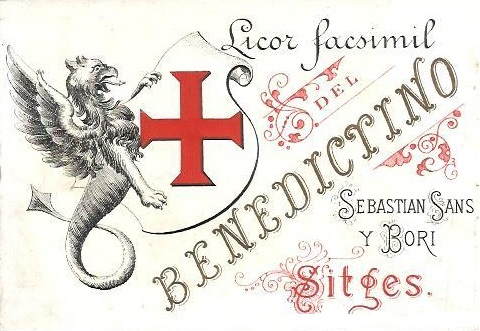
«Licor facsimil del benedictino Sebastián Sans y Bori. Sitges».

En Sitges fue juez municipal, formó parte la sociedad El Retiro y fue colaborador de El Eco de Sitges. Vendió los terrenos en los que se construyó el hospital de San Juan Bautista de Sitges y se hizo construir un palacio conocido todavía hoy como Can Sebastià Sans i Bori, donde en 1890 recibió al marqués de Cerralbo, delegado político de Don Carlos, durante una visita que hizo a Cataluña. En el año 1888 fue uno de los firmantes del Mensaje a la Reina Regente.
También vivió en Olot, en la carretera Santa Pau, donde tenía la agencia de seguros La Anónima de Accidentes y la Caja de Previsión y Socorro. En la capital de La Garrocha pronunció conferencias políticas organizadas por la Juventud Tradicionalista y participó en veladas de afirmación carlista. Durante algún tiempo y hasta agosto del 1916 fue director de El Norte, semanario tradicionalista de Gerona.

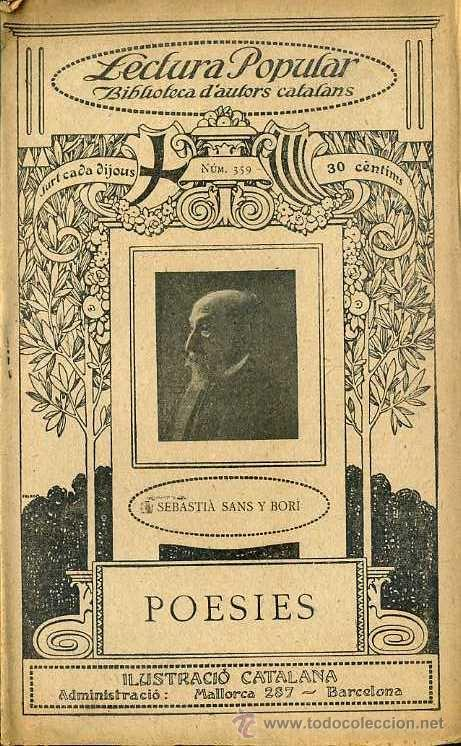
Lectura Popular. Biblioteca d'autors catalans. Sebastià Sans y Bori. Poesies.

En Sitges tenía una fábrica de licores. Era recolector de uva de malvasía y moscatel y a menudo recitaba poesías en su laboratorio vinícola. Se decía que vivía en su mansión con su esposa con las comodidades y el lujo de un aristócrata de gusto depurado, pero al mismo tiempo con la atractiva sencillez catalana.
En la Lectura Popular publicó poesías de carácter festivo. Fue conocido por las obras Ocell de bosc y Aplec de cançons. También escribió piezas teatrales como el juguete cómico Cambis de lluna. En un fragmento de Ocell de bosc escribió los siguientes versos en catalán:

| Per omplir de blat la sitja haig de posar-hi treball, puix qui sos camps no trepitja sols cull brosses y margall. | Quan puc acabar la tasca, no estic per córrer borrasca. / Quin dalè! Si a sarau m'agafa basca me desvetlla lo café.[15] |

Escribió la letra de caramelles compuestas por Esteban Catalá y March y de una pieza de música religiosa de Antoni Català i March titulada Davant la Verge, por la cual Català i Vidal ganó en 1926 el concurso convocado por la Revista Parroquial de Música Sagrada. Los últimos años de su vida Sebastián Sans y Bori vivió en Arenys de Mar, donde murió el 1 de agosto de 1928. Estuvo casado en primeras nupcias con Teresa Mestres y Mestres (1880) y en segundas con María Vallés y Soler (1894).